# Tau Pavonis
Tau Pavonis (59 Pavonis) é uma estrela na direção da constelação de Pavo. Possui uma ascensão reta de 19h 16m 28.60s e uma declinação de −69° 11′ 26.7″. Sua magnitude aparente é igual a 6.25. Considerando sua distância de 619 anos-luz em relação à Terra, sua magnitude absoluta é igual a 0.59. Pertence à classe espectral A6IV/V.